# Eupalamus wesmaeli
Eupalamus wesmaeli ist eine Schlupfwespe aus der Tribus Ichneumonini innerhalb der Unterfamilie der Ichneumoninae. Die Art wurde von dem schwedischen Entomologen Carl Gustaf Thomson im Jahr 1886 als Ichneumon wesmaeli erstbeschrieben. Das Art-Epitheton wesmaeli ehrt den belgischen auf Schlupfwespen spezialisierten Insektenforscher Constantin Wesmael.

## Merkmale
Die mittelgroßen Schlupfwespen erreichen eine Körperlänge von etwa 15 mm. Sie sind überwiegend schwarz gefärbt. Zwischen Facettenaugen und Fühlerbasis verläuft ein schmaler weißlich gelber Strich. Das Scutellum ist apikal weißlich gelb gefärbt. Die Flügel sind bräunlich gefärbt. Die Vorderflügel weisen ein dunkelbraunes Pterostigma sowie ein fünfeckiges Areolet (kleine geschlossene Zelle) auf.
Für die Weibchen gilt außerdem: Die Fühler weisen ein weißlich gelbes Band auf. Der basale Teil der Tibien ist weißlich gelb gefärbt. Der Gaster ist oxypygen, das heißt, er weist ein kurzes Hypopygium und ein spitzes Hinterleibsende auf. Der kurze Ovipositor ragt geringfügig über das Hinterleibsende hinaus.
Die Fühler der Männchen sind fast vollständig verdunkelt. Lediglich auf der Ventralseite des Scapus befindet sich ein weißlich gelber Fleck. Das Gesicht ist vollständig weißlich gelb gefärbt. Labrum, Clypeus und Palpen sind ebenfalls weißlich gelb. Nahe dm Vorderflügelansatz befinden sich seitlich am Thorax zwei bis drei weißlich gelbe Flecke. Die vorderen und mittleren Femora sind auf der Vorderseite weißlich gelb, ansonsten verdunkelt. Die vorderen und mittleren Tibien sind weißlich gefärbt. Lediglich der basale Teil ist teils leicht verdunkelt. Die vorderen und mittleren Tarsen sind ebenfalls weißlich und können leicht verdunkelt sein. Die hinteren Beine sind fast vollständig schwarz. Lediglich der basale Teil der hinteren Tibien ist weißlich gelb gefärbt.

## Ähnliche Arten
Eupalamus oscillator ist eine sehr ähnliche, jedoch seltenere Art. Das Scutellum ist bei dieser Art im Gegensatz zu E. wesmaeli vollständig weißlich gelb gefärbt.

## Verbreitung
Eupalamus wesmaeli ist in der Paläarktis verbreitet. In Europa ist die Art in Mittel- und Nordeuropa verbreitet. Das Vorkommen reicht im Norden bis nach Fennoskandinavien und Großbritannien, im Süden über den Balkan bis nach Kleinasien, im Osten bis in den Ferner Osten Russlands.

## Lebensweise
Die Schlupfwespen findet man gewöhnlich in Kiefernwäldern. Die Flugzeit der Weibchen dauert von Mitte Juli bis Anfang Oktober, die der Männchen von Ende Juni bis Mitte Juli sowie von Ende August bis Mitte September. Die Schlupfwespen parasitieren die Puppen verschiedener Schmetterlinge. Die Weibchen klemmen sich bei der Eiablage zwischen Kokon und Chitinpanzer der Puppe, was das Ablegen erleichtert.

## Bilder

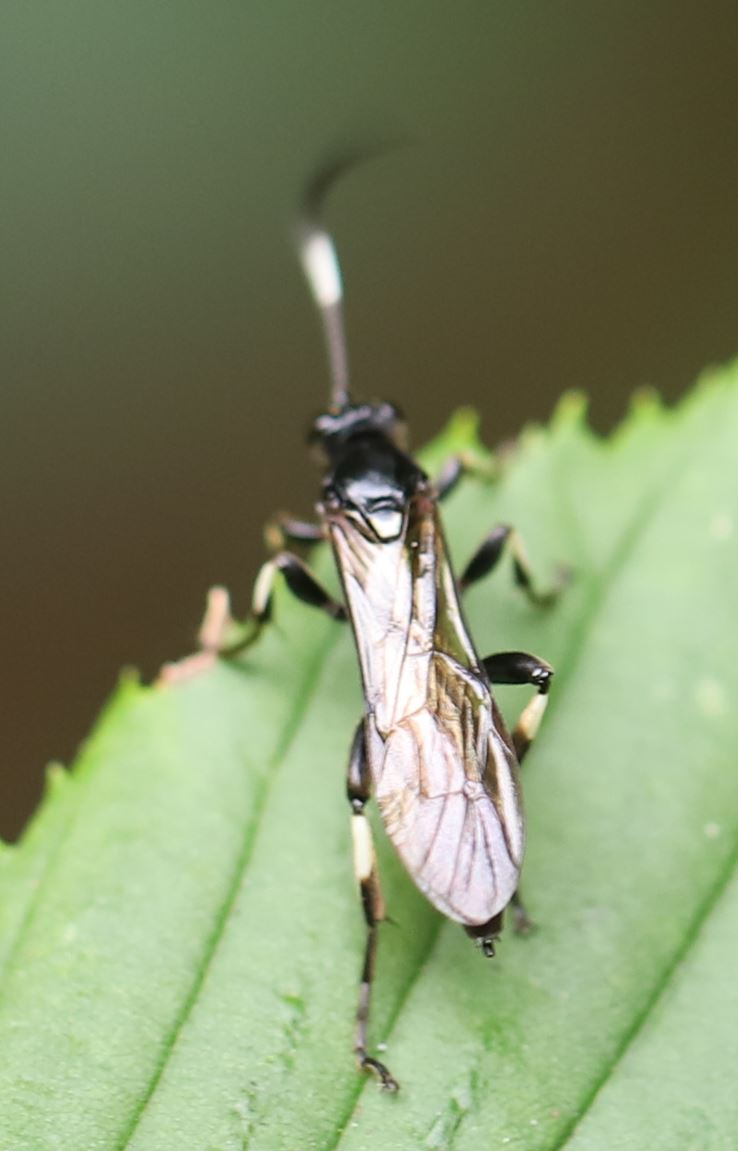
Eupalamus wesmaeli ♀ Ovipositor erkennbar
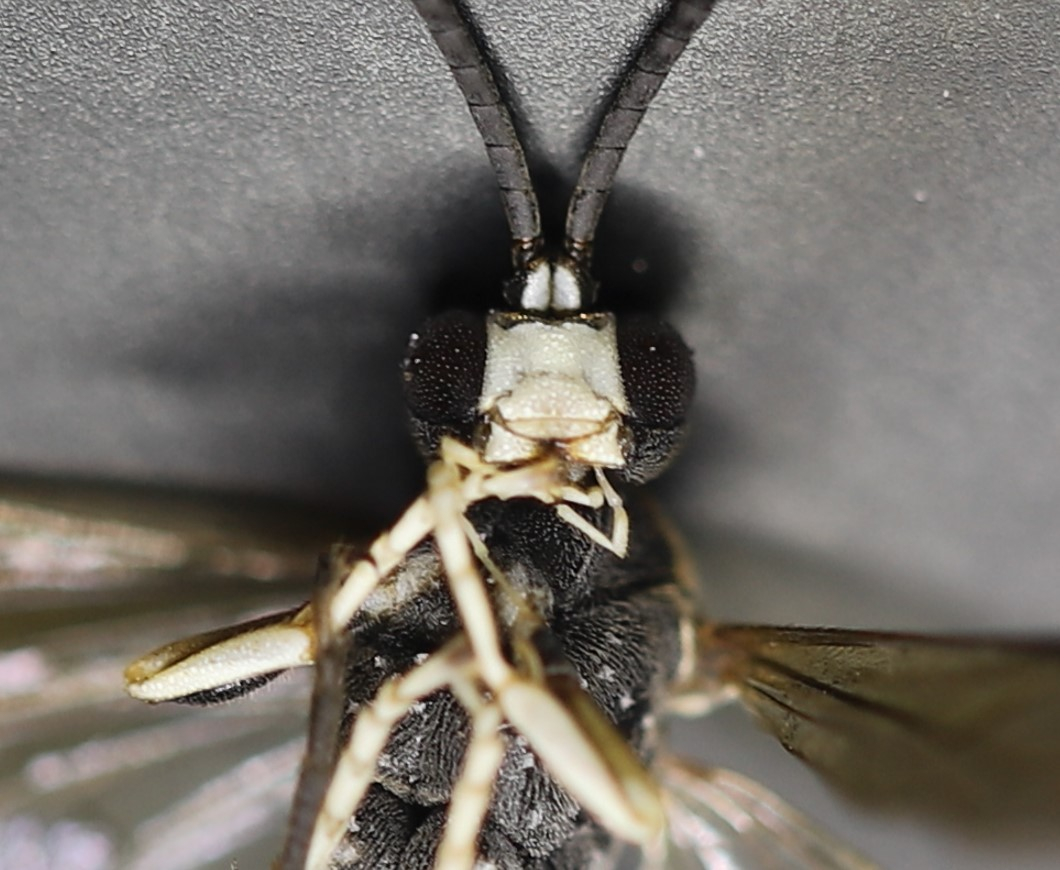
Eupalamus wesmaeli ♂ Frontansicht
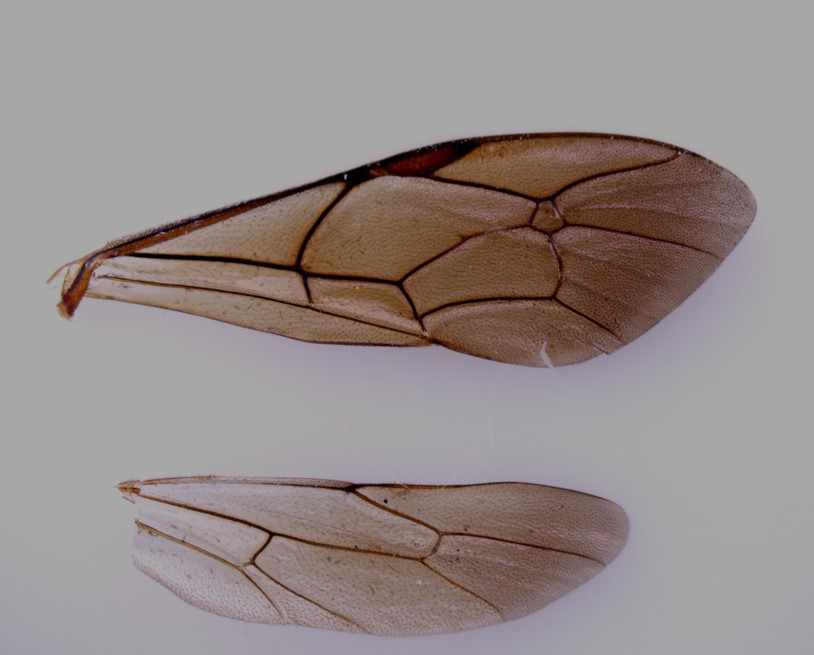
Eupalamus wesmaeli ♂ Flügel